# El Lobillo
El Lobillo es una aldea del municipio español de Argamasilla de Alba, perteneciente a la provincia de Ciudad Real, en la comunidad autónoma de Castilla-La Mancha.

## Historia
Hacia comienzos del siglo XX tenía contabilizada una población de 100 habitantes, dedicados principalmente al pastoreo, la caza y la agricultura. Por entonces había un alcalde pedáneo. Pertenece al término municipal de Argamasilla de Alba.